# Corpus Inscriptionum Semiticarum
Das Corpus Inscriptionum Semiticarum (abgekürzt CIS) war ein Projekt zur Erschließung von Inschriften in semitischen Sprachen, das den Zeitraum vom 2. Jahrtausend. v. Chr. bis zur Hidschra im siebten Jahrhundert abdecken sollte. Nicht erfasst wurden Inschriften in Keilschrift.
Das Projekt wurde von Ernest Renan 1867 initiiert, der die semitischen Inschriften nach dem Vorbild der deutschen Projekte Corpus Inscriptionum Latinarum und Corpus Inscriptionum Graecarum erschließen wollte. Unterstützt wurde er vom damaligen Mitglied der Académie des Inscriptions et Belles-Lettres Jean-Jacques Barthélemy, dem kurz zuvor die Entzifferung der palmyrenischen Schrift gelang. Der ursprüngliche Plan sah fünf Abteilungen vor, wobei von der dritten Abteilung wegen der Fülle der sich zum Teil formelhaft wiederholenden neuen Befunde kein einziger Band erschien. In ihr war die Erschließung hebräischer Inschriften vorgesehen. Anstelle der dritten Abteilung wurde schließlich das Répertoire d’Épigraphie sémitique (RES) herausgegeben, um neue Funde schneller publizieren zu können. Für die Erschließung südarabischer Inschriften erscheint seit 1970 das Corpus des Inscriptions et Antiquités sud-arabes (CIASA).
Von 1881 bis 1962 erschienen:
- Abteilung 1: Phönizische, punische und neo-punische Inschriften
- Abteilung 2: Aramäische, palmyrenische und nabatäische Inschriften
- Abteilung 4: Himyaritische und sabäische Inschriften
- Abteilung 5: Sarazenische,  lihyanitische, safaitische  und thamudische Inschriften